# Watergate

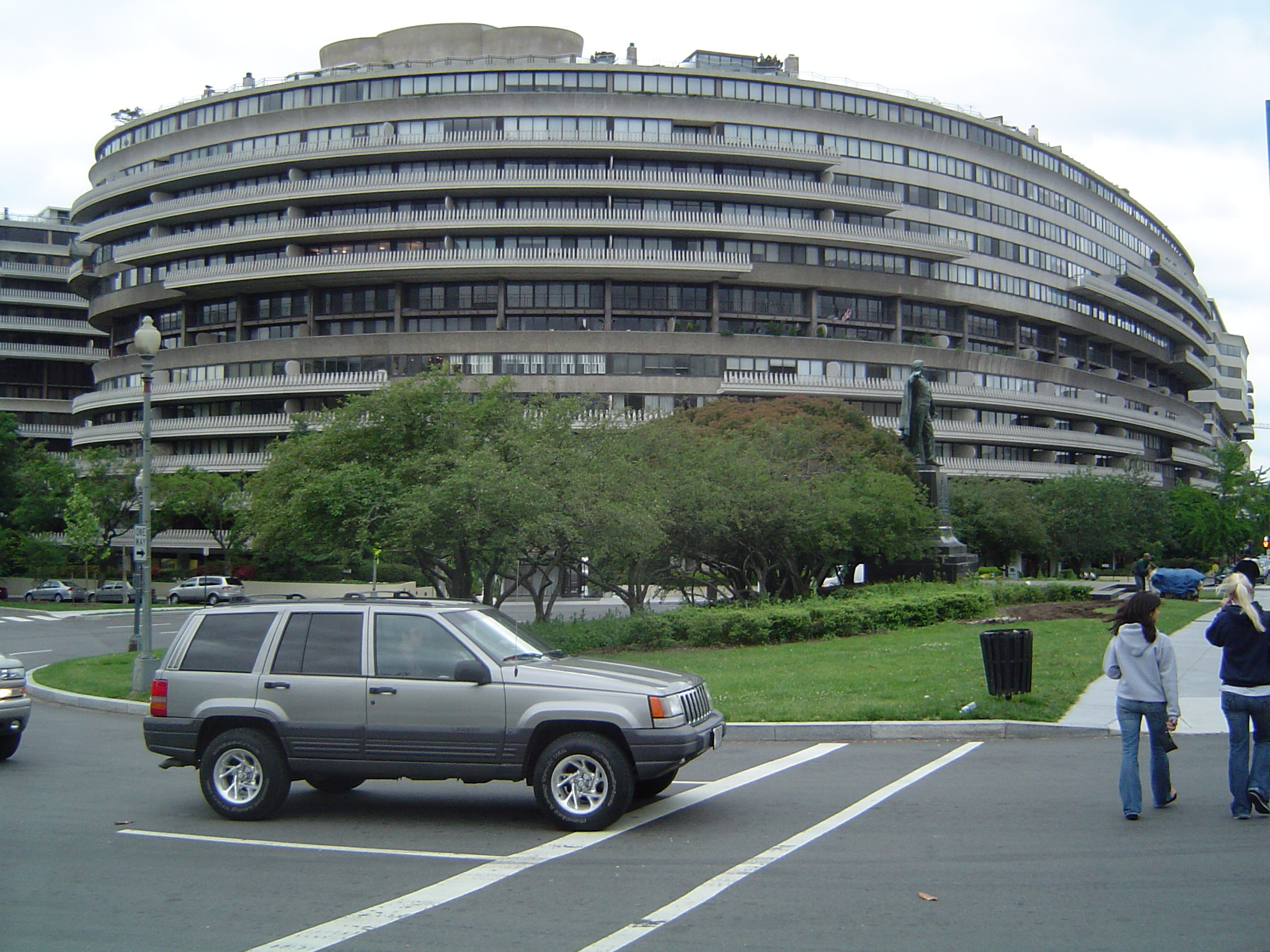
Hotelul Watergate, Washington D.C

Watergate este numele unui complex hotelier din capitala americană Washington D.C., situat pe malurile râului Potomac, într-un cadru pitoresc, aproape de mai multe puncte de referință ale culturii și istoriei americane: Memorialul Jefferson, Centrul Cultural John Fitzgerald Kennedy, Memorialul Lincoln și Memorialul Veteranilor Războiului din Vietnam.
Scandalul Watergate
Hotelul Watergate a fost punctul central al scandalului omonim izbucnit la începutul anilor 1970, ce a dus la demisia președintelui Richard Nixon, un fapt unic în istoria americană. 
Pentru mai multe informații, vedeți Afacerea Watergate.